# Imants Bodnieks
Imants Bodnieks –en ruso, Имант Бодниекс– (Riga, 20 de mayo de 1941) es un deportista soviético de origen letón que compitió en ciclismo en la modalidad de pista, especialista en la prueba de tándem.
Participó en tres Juegos Olímpicos de Verano, entre los años 1960 y 1968, obteniendo una medalla de plata en Tokio 1964, en la prueba de tándem (haciendo pareja con Viktor Logunov), y el quinto lugar en México 1968, en la misma disciplina.

## Medallero internacional
| Juegos Olímpicos | Juegos Olímpicos | Juegos Olímpicos | Juegos Olímpicos |
| Año              | Lugar            | Medalla          | Competición      |
| ---------------- | ---------------- | ---------------- | ---------------- |
| 1964             | Tokio ( Japón)   | Medalla de plata | Tándem           |